# دلیر براتوف
دلیر براتوف (تاجیکی: Баротов Далер؛ زادهٔ ۲۹ ژانویهٔ ۱۹۹۹) بازیکن فوتبال است.
وی همچنین در تیم ملی فوتبال تاجیکستان بازی کرده‌است.